# Músicos do RMS Titanic

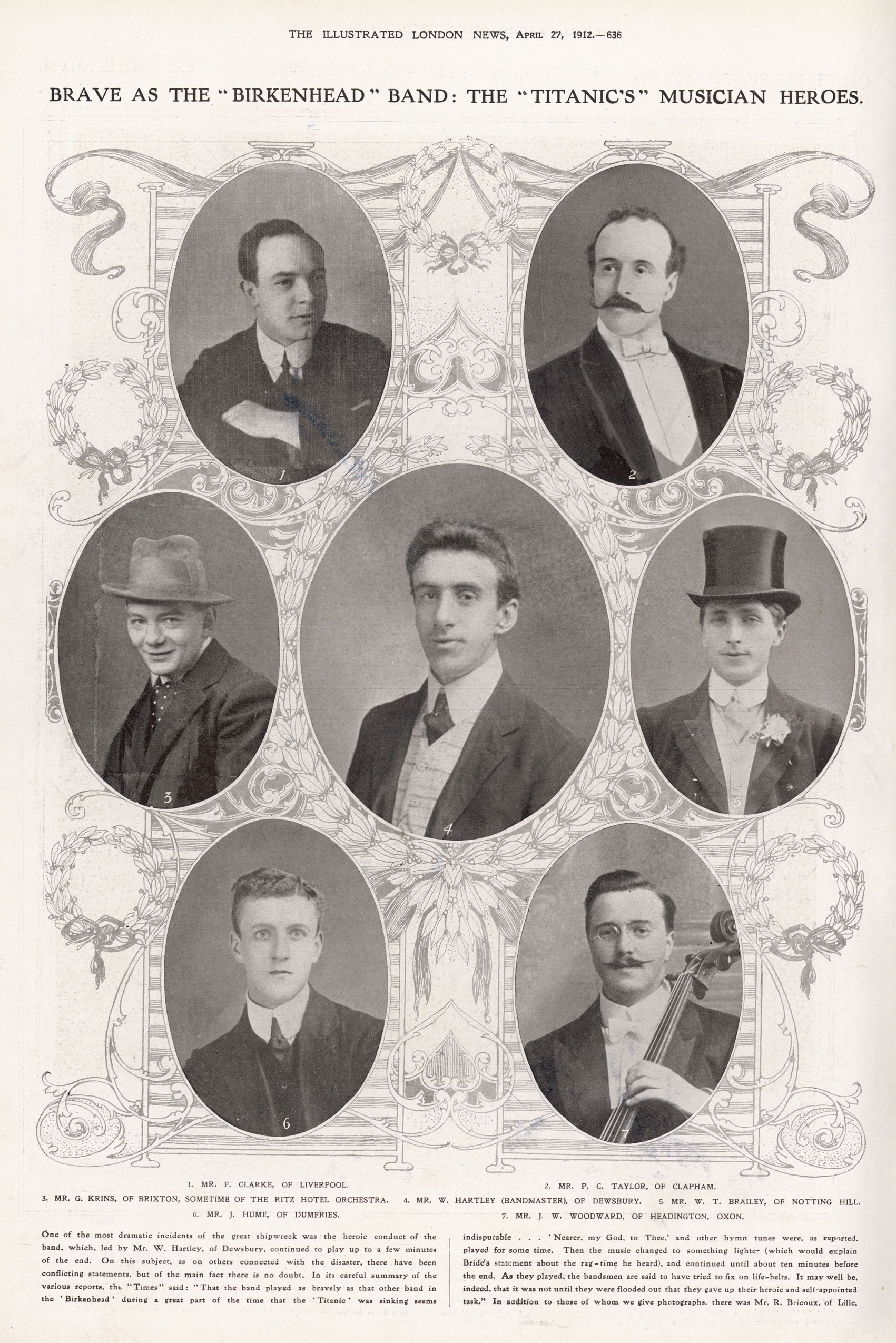
A orquestra do Titanic;
Alto: Clarke; Taylor. Meio: Krins, Hartley, Brailey. Abaixo: Hume; Woodward. Não retratado: Bricoux.

Os músicos do RMS Titanic pereceram todos durante o naufrágio do navio em 15 de abril de 1912. Eles tocaram músicas, pretendendo acalmar os passageiros, por todo o tempo que foi possível e todos naufragaram com o navio. Todos foram reconhecidos por seu heroísmo.

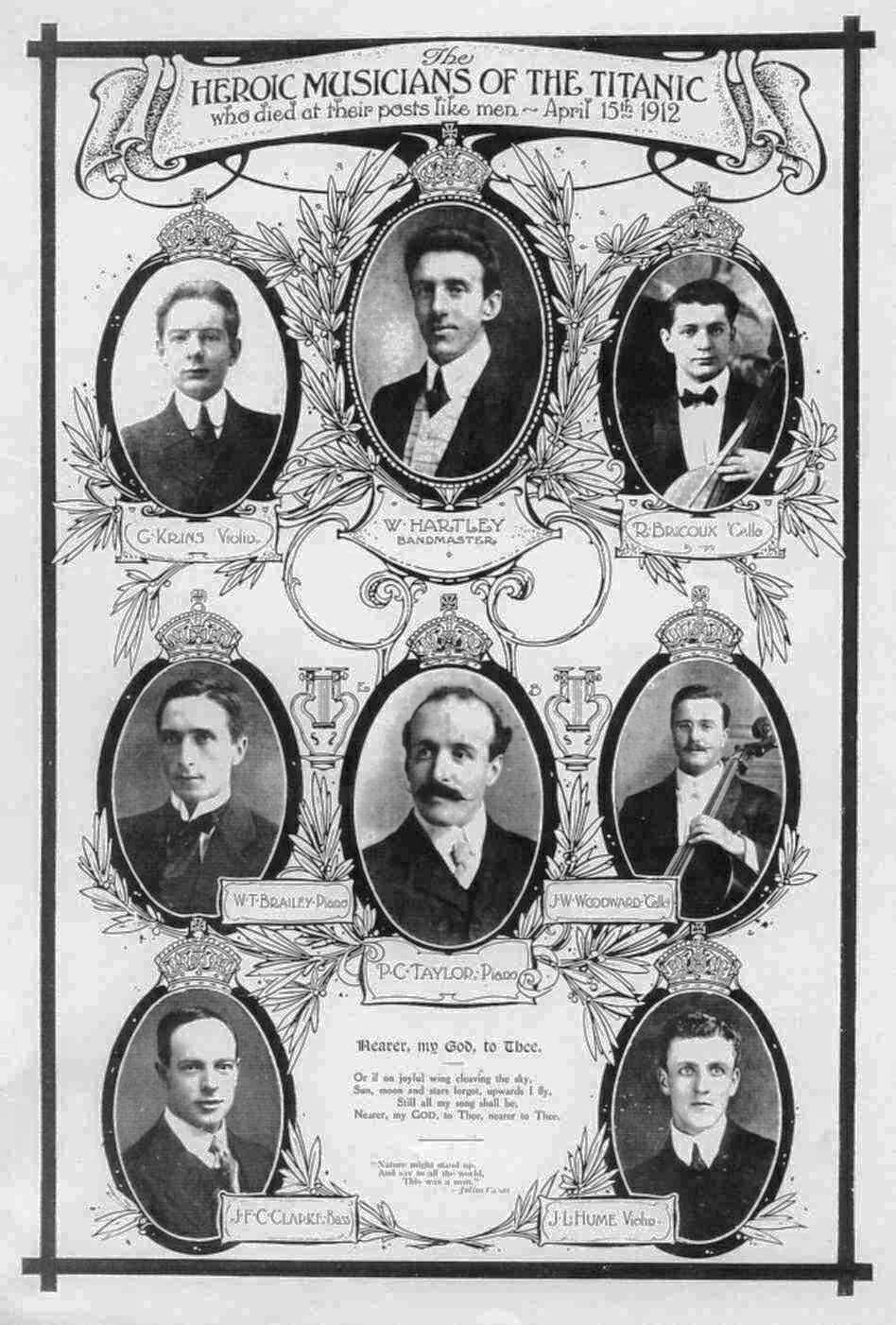
Membros da orquestra do Titanic.

## Linha do tempo
Os oito músicos do navio - membros de um conjunto de três músicos e um conjunto de cinco músicos - foram contratados através da C.W. & F.N. Black, em  Liverpool. Eles embarcaram em Southampton e viajaram como passageiros da segunda classe. Não estavam na folha de pagamento da White Star Line, mas foram contratados pela White Star através da empresa de Liverpool C.W. & F.N. Black, que forneciam músicos para quase todos os transatlânticos britânicos. Até a noite do naufrágio, os músicos se apresentavam como dois grupos separados: um quinteto liderado pelo violinista e bandleader Wallace Hartley, que tocava na hora do chá, concertos após o jantar e nos serviços religiosos de Domingo, entre outras ocasiões; e o trio composto por violino, violoncelo e piano dos músicos Georges Alexandré Krins, Roger Marie Bricoux e Theodore Ronald Brailey, que tocavam no À La Carte Restaurant e no Café Parisien.
Após o Titanic atingir um iceberg e começar a afundar, Hartley e seus companheiros de banda começaram a tocar músicas para tentar manter os passageiros calmos enquanto a tripulação carregava os botes. Muitos sobreviventes dizem que Hartley e a banda continuaram a tocar até quase o mergulho final do navio. Um passageiro da segunda classe disse: 
Muitas coisas valentes acontecera naquela noite, mas nenhuma foi mais corajosa do que aquela feita pelos homens tocando minuto após minuto enquanto o navio afundava silenciosamente mais e mais no mar. A música que eles tocaram serviu como seu próprio réquiem imortal e seu direito de ser lembrado nos pergaminhos da fama eterna.

## Lista de músicos
| Nome                          | Idade | Cidade natal          | País       | Posição                    | Corpo |
| ----------------------------- | ----- | --------------------- | ---------- | -------------------------- | ----- |
| Theodore Ronald Brailey       | 24    | Londres               | Inglaterra | Pianista                   | –     |
| Roger Marie Bricoux           | 20    | Cosne-Cours-sur-Loire | França     | Violoncelista              | –     |
| John Frederick Preston Clarke | 30    | Liverpool, Merseyside | Inglaterra | Baixista                   | 202MB |
| Wallace Hartley               | 33    | Colne, Lancashire     | Inglaterra | Líder da banda, violinista | 224MB |
| John Law Hume                 | 21    | Dumfries              | Escócia    | Violinista                 | 193MB |
| Georges Alexandre Krins       | 23    | Spa                   | Bélgica    | Violinista                 | –     |
| Percy Cornelius Taylor        | 32    | Londres               | Inglaterra | Violoncelista              | –     |
| John Wesley Woodward          | 32    | Oxford                | Inglaterra | Violoncelista              | –     |

## Theodore Ronald Brailey
Theodore Ronald Brailey (25 de outubro de 1887 – 15 de abril de 1912) foi um pianista inglês que estava a bordo durante a viagem inaugural do Titanic e que morreu no desastre.
Theodore Ronald Brailey, nasceu em Walthamstow, Londres (agora parte de Essex), e era filho de  William "Ronald" Brailey, figura bem conhecida do Espiritualismo na época. Ele estudou piano na escola e um de seus primeiros trabalhos foi tocando piano em um hotel.
Em 1902, ele se juntou ao regimento Lancashire Fusiliers assinando por 12 anos de serviço como músico. Ele foi designado para Barbados mas demitiu-se precocemente em 1907. Retornou para Inglaterra e viveu no número 71 da Lancaster Road, Ladbroke Grove, Londres. Em 1911, ele embarcou como músico no RMS Saxonia, antes de se juntar ao vapor da Cunard Line RMS Carpathia em 1912, onde conheceu o violoncelista francês Roger Marie Bricoux. Ambos se juntaram à White Star Line e foram recrutados pela agência de músicos de Liverpool, C.W. and F.N. Black para atuar no Titanic Brailey embarcou no Titanic na quarta-feira, 10 de abril de 1912 em Southampton, Reino Unido. Seu bilhete era o número 250654 e todos os membros da orquestra de Wallace Hartley viajavam sob o mesmo bilhete. Sua cabine estava na área da segunda classe.
Brailey tinha 24 anos de idade quando morreu e seu corpo nunca foi recuperado.

## Roger Marie Bricoux
Roger Marie Bricoux (1 de junho de 1891 – 15 de abril de 1912) foi um violoncelista francês a bordo do RMS Titanic em sua viagem inaugural e que morreu no naufrágio.
Roger Bricoux (em francês) nasceu em 1 de junho de 1891 na rue de Donzy, Cosne-Cours-sur-Loire, França. Era filho de um músico e a família se mudou para Mónaco quando ele ainda era jovem. Bricoux foi educado em várias instituições católicas na Itália. Foi durante seus estudos que ele se juntou à sua primeira orquestra e venceu em primeiro lugar em um conservatório de Bologna por sua habilidade musical. Após estudar em um conservatório de Paris, ele se mudou para a Inglaterra em 1910 para se juntar à orquestra do Grand Central Hotel em Leeds. No final de 1911, ele se mudou para Lille, França, viveu em  5 Place du Lion d'Or e tocou em vários locais pela cidade.
Antes de se embarcar no Titanic, Bricoux e o pianista Theodore Ronald Brailey serviram juntos no vapor da Cunard Line RMS Carpathia Ele embarcou no Titanic na quarta-feita, 10 de abril de 1912 em Southampton, Reino Unido. Seu bilhete era o 250654, que serviu também para todos os outros membros da orquestra de Wallace Hartley. Sua cabine ficava na segunda classe e ele era o único músico francês a bordo do Titanic.
Bricoux tinha 20 anos de idade quando morreu e seu corpo nunca foi recuperado.
Em 1913, após seu aparente desaparecimento, foi declarado como um "desertor" pelo Exército Francês. Foi apenas em 2000 que foi oficialmente registrado como morto na França, principalmente devido aos esforços da Association Française du Titanic. Em 2 de novembro de 2000, a mesma associação revelou a placa memorial em homenagem à Bricoux em Cosne-Cours-sur-Loire.

## Wallace Henry Hartley
Wallace Henry Hartley (2 de junho de 1878 – 15 de abril de 1912), um violinista inglês, era o bandleader no Titanic. Ele morreu no desastre. Seu corpo foi recuperado pelo navio CS Mackay-Bennett, de propriedade da Commercial Cable Company, registrada em Londres.

## John Law Hume
John Law Hume (9 de agosto de 1890 – 15 de abril de 1912) foi um violinista escocês a bordo do RMS Titanic em sua viagem inaugural e que morreu no naufrágio.
John Law Hume (também conhecido como 'Jock') nasceu em 9 de agosto de 1890 em Dumfries, Escócia e viveu com seus pais no número 42 da George Street, Dumfries. Ele já tinha tocado em ao menos cinco navios antes do Titanic. Foi recrutado para tocar na viagem inaugural devido sua boa reputação como músico.
Hume embarcou no Titanic na quarta-feira, 10 de abril de 1912 em Southampton, Reino Unido. Assim como todos os outros membros da orquestra de Wallace Hartley viajava com o bilhete número 250654 e sua cabine estava na área da segunda classe.
Hume tinha 21 anos quando morreu, sem saber que sua noiva, Mary Costin, estava grávida. Seu corpo foi recuperado pelo navio CS Mackay-Bennett. Ele foi enterrado na cova 193 do Cemitério de Fairview, Halifax, Nova Escócia, Canadá em 8 de maio de 1912. Um memorial foi erguido para John Law Hume e Thomas Mullin (camareiro na terceira classe) no Dock Park, Dumfries, onde se lê:

Em memória de John Law Hume, membro da banda e Thomas Mullin, camareiro, nativos destas
cidades que perderam suas vidas no naufrágio do transatlântico da White Star Line Titanic que
afundou no meio do Atlântico em 14 de abril de 1912. Morreram cumprindo seu dever.

Hume e os outros membros da orquestra de Wallace Hartley pertenciam ao Amalgamated British Musicians Union e eram empregados por uma agência musical de Liverpool, C.W. and F.N. Black, que supria músicos para a Cunard e a White Star Line. Em 30 de abril de 1912, o pai de Jock Hume, Andrew, recebeu a seguinte mensagem da agência:

Caro Senhor:
Seremos obrigados se você nos remeter a soma de 5s. 4d., que nos é devido, de acordo com uma declaração anexa.
Também seremos obrigados se você liquidar a conta uniforme incluída.
Com os melhores cumprimentos,
C.W. & F.N. Black

A carta causou controvérsia no momento em que foi reimpressa no boletim de notícias mensal da Amalgamated Musicians Union. Andrew Law Hume decidiu não pagar a conta.
Em abril de 1914 John W. Furness, o violinista do transatlântico canadense RMS Empress of Ireland fez uma peregrinação com oficiais da Igreja Anglicana até a lápide de John Law Hume no Cemitério de Fairview em Halifax, Nova Escócia o homenageando, sem imaginar que o próprio Furness morreria em um naufrágio poucas semanas depois quando o Empress of Ireland afundou em 29 de maio de 1914.

## Georges Alexandre Krins
Georges Alexandre Krins (18 de março de 1889 – 15 de abril de 1912) foi um violinista belga a bordo do RMS Titanic em sua viagem inaugural. Ele morreu no desastre.
Georges Alexandre Krins nasceu em 18 de março de 1889 em Paris, França. Sua família era da Bélgica e logo apos seu nascimento eles se mudaram de volta para Spa. Primeiramente ele estudos na Academie de Musique de Spa. Então se mudou para o Conservatoire Royal de Musique em Liège, Bélgica, onde estudou de 30 de outubro de 1902 até 1908, quando ganhou o primeiro prêmio por seu instrumento, o violino, com a mais alta distinção.
Ainda jovem ele queria se juntar ao exército; entretanto, seus pais o persuadiram para não fazê-lo. Trabalhou na loja de seu pai e tocou na La Grande Symphonie, em Spa. Em 1910, se mudou para Paris para ser o primeiro violinista na Le Trianon Lyrique. Subsequentemente se mudou para Londres e tocou por dois anos no Hotel Ritz até março de 1912. Krins morava no número 10 da Villa Road, Brixton, Londres e se tornou bandmaster do Trio String Orchestra, que tocava próximo ao Café Français. Isto o levou a ser recrutado pela CW & FN Black de Liverpool para tocar no Titanic.
Ele embarcou no Titanic na quarta-feira, 10 de abril de 1912 em Southampton, Reino Unido. Seu bilhete, assim como dos outros membros da orquestra de Wallace Hartley era o 250654 e sua cabine era na segunda classe, e era o único músico belga a bordo do  Titanic. Após o Titanic atingir o iceberg, Krins e seus companheiros subiram até o lounge da primeira classe e começaram a tocar músicas que acalmassem os passageiros. Depois foram até o convés dos botes onde continuaram a tocar enquanto a tripulação carregava os botes salva-vidas. Krins tinha 23 anos quando morreu e seu corpo nunca foi recuperado.

## Memoriais

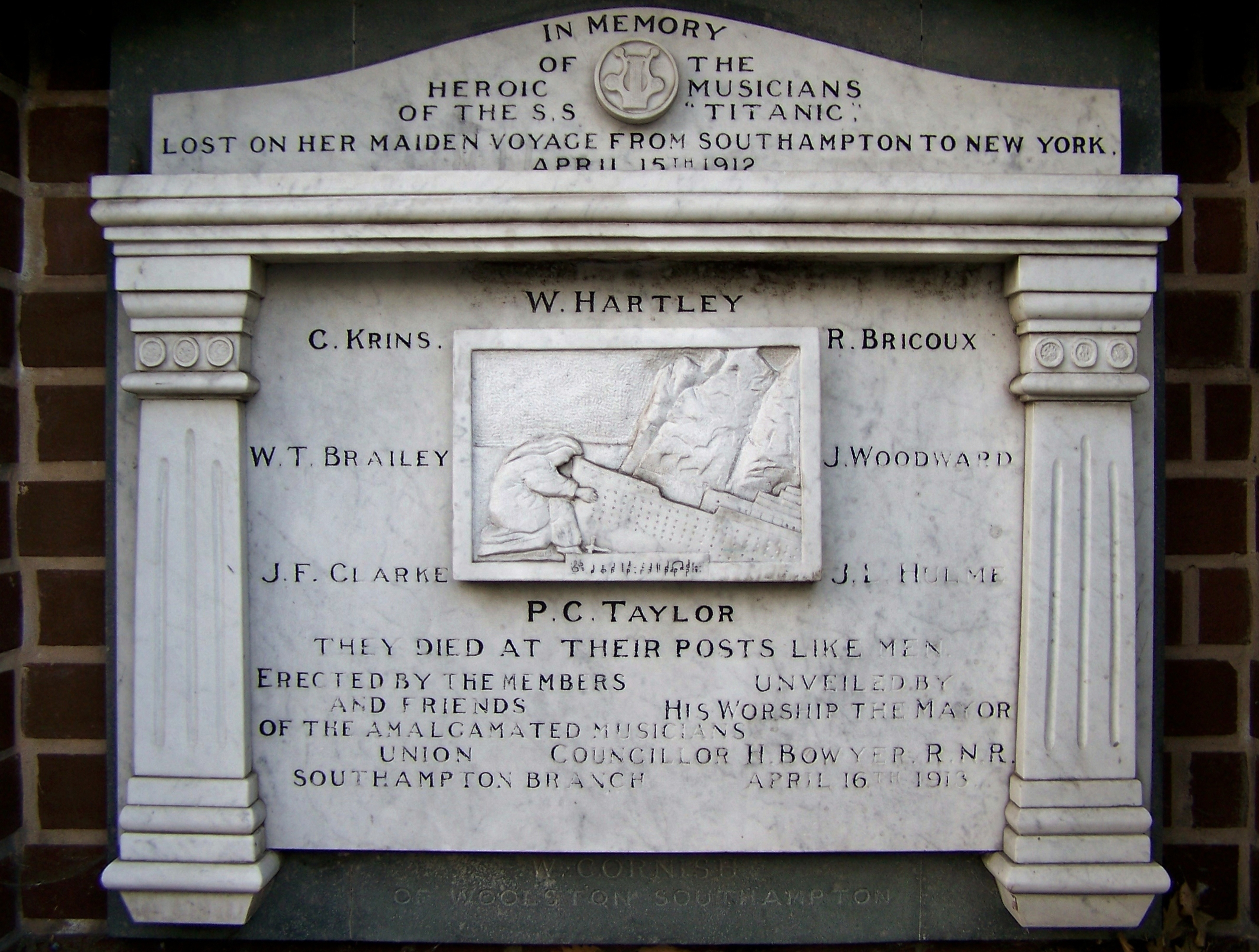
RMS Titanic Musician's Memorial, Southampton
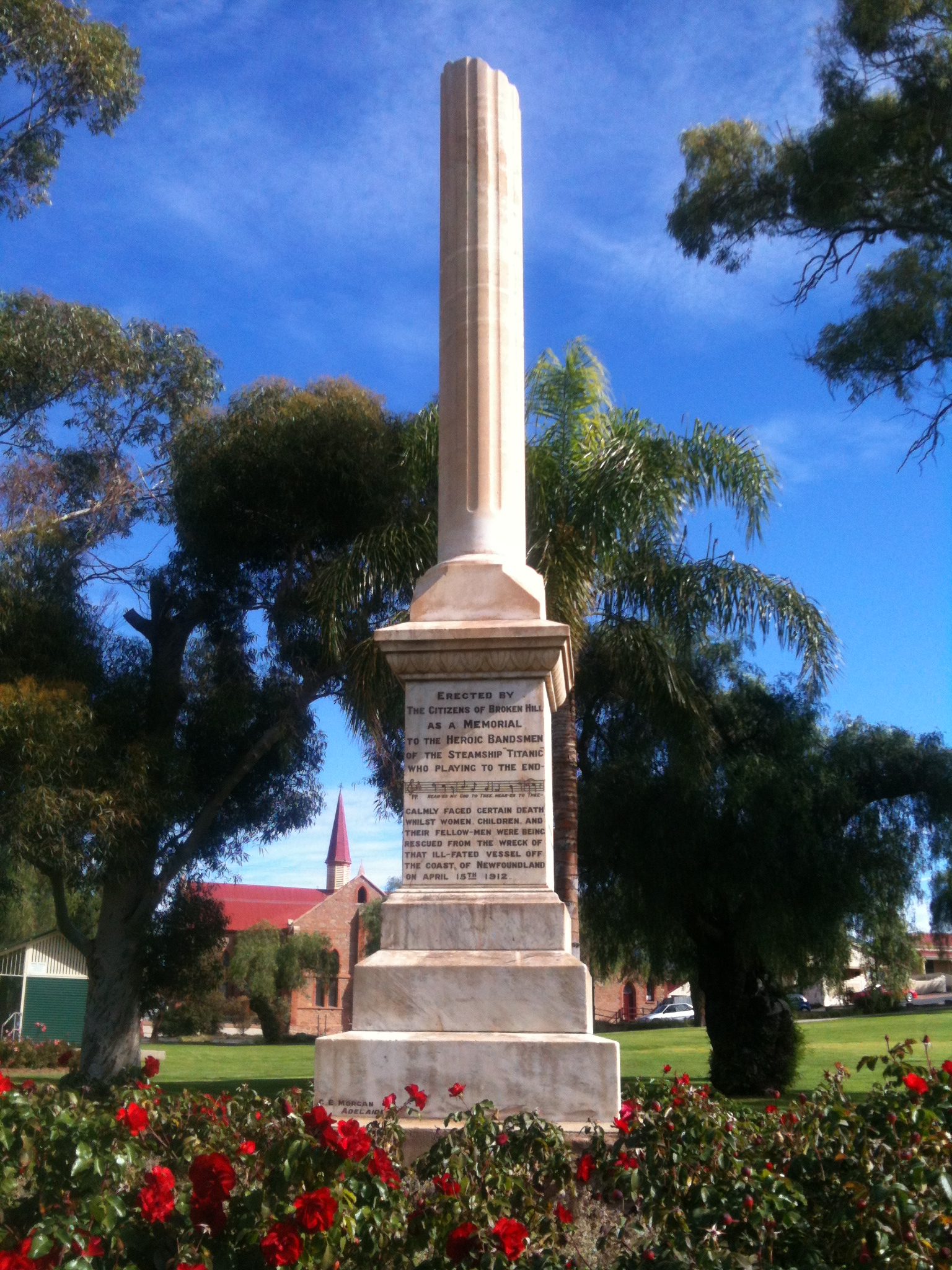
Titanic Bandsmen Memorial monument em Broken Hill, Austrália (1913)
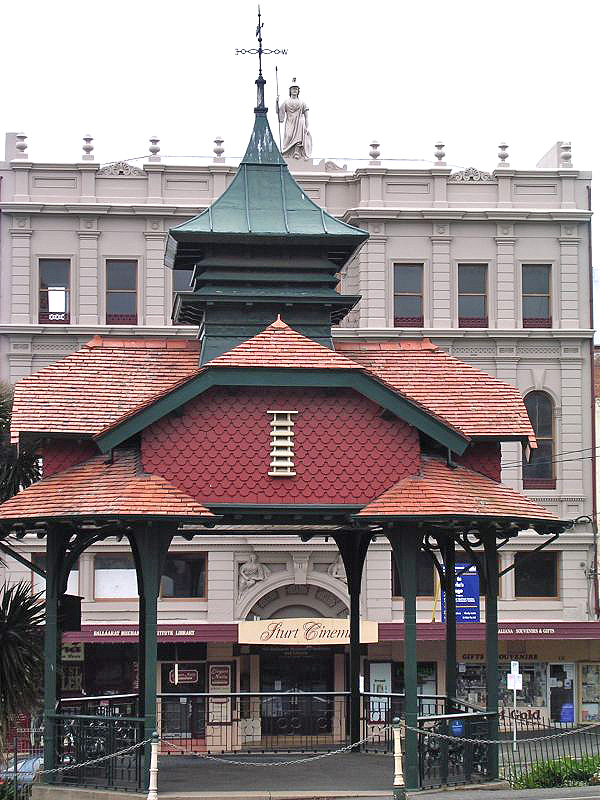
SS Titanic Memorial Bandstand em Ballarat, Austrália (1915)